# Isolation Berlin
Isolation Berlin ist eine deutsche Rockband aus Berlin.

## Geschichte
Isolation Berlin wurde im Jahr 2012 gegründet. Im September 2015 wurde die Single Annabelle veröffentlicht. Am 19. Februar 2016 erschien das Debütalbum Und aus den Wolken tropft die Zeit, das hervorragende Kritiken bekam und sich in der Jahres-Bestenliste des Musikexpress als bestes Album einer deutschen Band auf dem achten Rang platzierte. Gleichzeitig wurde das Album Berliner Schule/Protopop herausgegeben, eine Sammlung der Lieder aus den bis dahin veröffentlichten EPs. Im Frühjahr 2016 ging sie zusammen mit der befreundeten Band Der Ringer auf Tournee, mit der sie im November 2016 eine Split-EP veröffentlichte. Das 2021 veröffentlichte Album Geheimnis wurde in der November-Ausgabe des Musikexpress zur „Platte des Monats“ gekürt.
Der Berliner Künstler Yannick Riemer gestaltete die Videos und die Cover-Artworks der ersten beiden Alben.
Isolation Berlin stand beim Label Staatsakt unter Vertrag. Aktuell veröffentlichen sie ihre Musik via Vertigo Berlin.

## Diskografie

### Alben
- 2016: Berliner Schule/Protopop
- 2016: Und aus den Wolken tropft die Zeit
- 2018: Vergifte dich
- 2021: Geheimnis
- 2024: Electronic Babies

### EPs
- 2014: Aquarium
- 2015: Körper
- 2016: Ich gehör nur mir allein (Split-EP mit Der Ringer)

### Singles
- 2015: Annabelle
- 2017: Kicks
- 2018: Marie
- 2021: (Ich will so sein wie) Nina Hagen
- 2024: Verliebt in dieses Lied